# Chionaema tricolora
Chionaema tricolora là một loài bướm đêm thuộc phân họ Arctiinae, họ Erebidae.